# Ploceus nicolli
Ploceus nicolli е вид птица от семейство Ploceidae. Видът е застрашен от изчезване.

## Разпространение
Видът е разпространен в Танзания.